# 9-1-1 (مسلسل)
9-1-1 مسلسل دراما أمريكي، عرض ولأول مرة على شبكة فوكس التلفزيونية في 3 يناير، 2018  حتي أنتهاء الموسم الأول في 21 مارس، 2018  من تأليف رايان مورفي، براد فلاشوك،
تيم مينيار  تدور احداث المسلسل حول العاملين في أقسام الطوارئ من الشرطة، المسعفين، رجال الإطفاء وأيضًا المرسلون وحياتهم التي تتواجد دائماً على المحك بين انقاذ الناس وحل مشاكلهم وبين عيش حياتهم الشخصية المليئة بالتحديات والتعقيدات. بعد أيام من عرضة وبعد أن حقق المسلسل نسبة مشاهدة عالية أعلنت «شبكة فوكس التلفزيونية» أنها بدأت التحضير لموسم ثان من المسلسل، ولكن لم يتم الإعلان عن موعد محدد لعرضه.

## الممثلين والشخصيات

### الشخصيات الرئيسية
- أنجيلا باسيت، بدور أثينا جرانت، رقيب دورية شرطة لوس أنجلوس
- أوليفر ستارك، بدور إيفان «باك» بوكلي، رجل اطفاء
- بيتر كراوس، بدور بوبي ناش، نقيب قسم اطفاء لوس أنجلوس
- عائشة هيندز، بدور Henrietta "Hen" Wilson، رجل اطفاء/مسعف
- كينيث تشوي، بدور Howie "Chimney" Han، رجل اطفاء/مسعف
- روكموند دنبار، بدور مايكل جرانت، زوج أثينا
- كوني بريتون، بدور ابي كلارك، موظفة 911 (الموسم الأول)

### الضيوف
- دوغ سافانت، بدور ماثيو كلارك
- جايسي جونزاليس، بدور كايل
- جون مارشال جونز، بدور دايف موريسي
- تود وليامز، بدور آرون بروكس
- جينيا والتون، بدور ليلا كريدي
- راشيل بريتاج، بدور تاتيانا
- بريلي برابوسكا، بدور كوبر
- نويل إي باركر، بدور ابنة بوبي
- لوندون تشيشير، بدور ابن بوبي
- جوزيف لورينس، بدور جيورجينا
- تروي إيان هال، بدور كوب

## الحلقات

### الموسم الأول 2018
| رقم الحلقة | أسم الحلقة             | أخراج                 | تأليف                                      | تاريخ أول عرض   |
| ---------- | ---------------------- | --------------------- | ------------------------------------------ | --------------- |
| 1          | Pilot                  | برادلي باكر           | رايان مورفي - براد فلاشوك - تيم مينيار     | 3 يناير، 2018   |
| 2          | Let Go                 | Gwyneth Horder-Payton | رايان مورفي - براد فلاشوك - تيم مينيار     | 10 يناير، 2018  |
| 3          | Next of Kin            | Barbara Brown         | John J. Gray                               | 17 يناير، 2018  |
| 4          | Worst Day Ever         | برادلي باكر           | Zachary Reiter                             | 24 يناير، 2018  |
| 5          | Point of Origin        | Gwyneth Horder-Payton | Erica L. Anderson                          | 31 يناير، 2018  |
| 6          | Heartbreaker           | برادلي باكر           | Matthew Hodgson                            | 7 فبراير، 2018  |
| 7          | (Full Moon (Creepy AF) | Maggie Kiley          | Adam Penn                                  | 28 فبراير، 2018 |
| 8          | Karma's a Bitch        | Barbara Brown         | Kristen Reidel                             | 7 مارس، 2018    |
| 9          | Trapped                | Gwyneth Horder-Payton | قصة: Adam Glassسيناريو: Aristotle Kousakis | 14 مارس، 2018   |
| 10         | A Whole New You        | برادلي باكر           | رايان مورفي - براد فلاشوك - تيم مينيار     | 21 مارس، 2018   |

## وصلات خارجية
- الموقع الرسمي
- 9-1-1 على موقع IMDb (الإنجليزية)
- 9-1-1 على موقع ميتاكريتيك (الإنجليزية)
- 9-1-1 على موقع روتن توميتوز (الإنجليزية)
- 9-1-1 على موقع فيلمافينيتي (الإسبانية)
- 9-1-1 على موقع كينوبويسك (الروسية)
- 9-1-1 على موقع ألو سيني (الفرنسية)
- 9-1-1 على موقع قاعدة بيانات الفيلم (الإنجليزية)